# Epicypta opaiei
Epicypta opaiei är en tvåvingeart som beskrevs av Lane 1954. Epicypta opaiei ingår i släktet Epicypta och familjen svampmyggor. Inga underarter finns listade i Catalogue of Life.